# FC Rapid Ghidighici
FC Rapid Ghidighici este un club de fotbal profesionist din Ghidighici, Republica Moldova. Echipa a fost fondată în anul 2008 și a evoluat în Divizia Națională, până când în sezonul 2013-2014, după pauza de iarnă s-a retras din campionat și ca urmare a fost sancționată cu interdicție de activitate pe trei ani. La finele sezonului echipa nu a primit licență din partea FMF și în prezent soarta clubului este incertă.
Cea mai mare performanță a clubului a fost realizată în sezonul 2011-2012. Rapid a jucat în finala Cupei Moldovei, pe care a pierdut-o.
Cel mai bun rezultat în campionat pentru Rapid a fost înregistrat în sezonul 2009-2010, când a ocupat locul șase în clasamentul final.

## Istorie

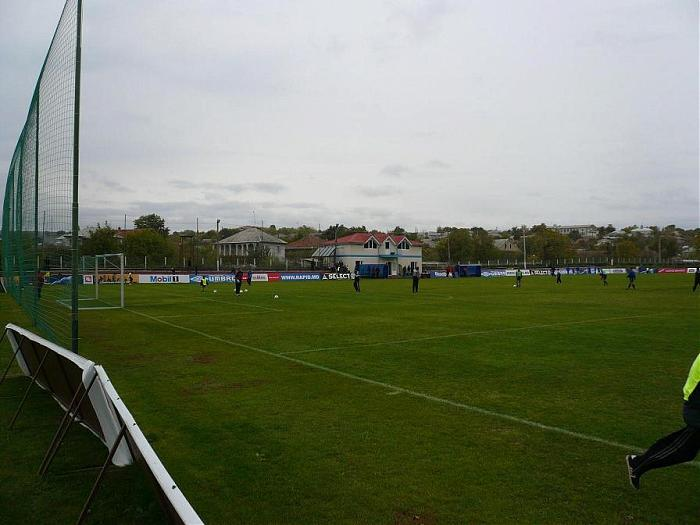
Stadionul echipei

### Prima echipă
Ghidighici este o localitate de la periferia capitalei. În urmă cu 40 de ani, în ligile inferioare ale campionatului RSS Moldovenești juca și formația Rapid Ghidichici, care însă nu a înregistrat performanțe notabile. Rapid Ghidighici a apărut pe scena fotbalistică din Republica Moldova în anul 2005, când, câteva persoane, printre care Ion Poalelungi, Viorel Guțan și Alexei Ganja, în frunte cu omul de afaceri Victor Ostap, au fondat clubul de fotbal profesionist FC Rapid.
În 2007, echipa din Ghidighici a promovat în Divizia Națională, după ce a terminat pe primul loc campionatul din Divizia "A". Însă sezonul de debut în liga superioară a fost incomplet. După ultima etapă din turul campionatului, președintele clubului, Victor Ostap, a decis să retragă echipa din campionat, în semn de protest față de arbitraj. Atunci Federația Moldovenească de Fotbal a sancționat clubul și nu i-a acordat licență pentru sezonul următor.

### CSCA-Rapid Chișinău
La finele sezonului 2007-2008, clubul Rapid Ghidighici a fuzionat cu CSCA Chișinău formând clubul CSCA-Rapid Chișinău și s-a înscris din nou în Divizia Națională.
Cel mai bun rezultat al Rapidului în campionatul național a fost înregistrat în această perioadă, când în sezonul 2009-2010, clubul a ocupat locul șase în clasamentul final al Diviziei Naționale. Sub acestă denumire clubul a evoluat doar 3 ani, iar în 2011 s-a revenit la vechea denumire de „Rapid Ghidighici”.

### Rapid Ghidighici
În 2011 CSCA-Rapid Chișinău a fost redenumit în FC Rapid Ghidighici.
În sezonul 2011-2012 clubul a obținut cea mai bună performanță din istorie, ajungând în finala Cupei Moldovei. În finală, Rapid a întâlnit formația Milsami Orhei, în fața căreia a pierdut meciul la loviturile de departajare cu scorul de 5-3. În timpul regulamentar scorul a fost 0-0, însă în prelungiri, în miutul 106, Rapid reușea să marcheze un gol (perfect valabil), care a fost anulat. După acest meci arbitrul central Ghenadie Sidenco, a fost suspendat de către Federația Moldovenească de Fotbal pentru eroare de arbitraj pe o perioadă de 2 ani, și i-a fost retrasă licența UEFA.
La sfârșitul sezonului 2011-2012, patronul Rapidului, Victor Ostap a anunțat că la Rapid vor veni investitori străini.
În martie 2013, la Rapid a venit un investitor italian, Pietro Belardelli, care în scurt timp a devenit președintele și finațatorul echipei, însă nu și patronul ei. Acesta a mai anunțat atunci că va crea o infrastructura modernă, o bază sportivă și va reconstrui stadionul.
La sfârșitul lui iunie 2013, după doar câteva luni la Rapid, s-a aflat că Pietro Belardelli renunță să mai finanțeze Rapidul și se reorientează către gruparea FC Costuleni.
În martie 2014, după 19 etape disputate în Divizia Națională 2013-2014, Victor Ostap a retras clubul Rapid Ghidighici din campionat pentru a doua oară în istorie.

## Palmares
- Cupa Moldovei

Finalistă (1): 2011-12

## Lotul echipei
Acesta a fost ultimul lot cu care echipa a evoluat în prima parte a sezonului 2013-2014.
| Nr. |                   | Poziție | Jucător            |
| --- | ----------------- | ------- | ------------------ |
| 1   | Republica Moldova | P       | Mihail Moraru      |
| 2   | Republica Moldova | F       | Vadim Cravcescu    |
| 3   | Republica Moldova | F       | Alexandru Leu      |
| 5   | Republica Moldova | F       | Vasile Rusu        |
| 7   | Nigeria           | M       | Chidi Ebuzoemi     |
| 8   | Republica Moldova | M       | Sergiu Calmațui    |
| 9   | Republica Moldova | A       | Stanislav Luca     |
| 10  | Republica Moldova | A       | Alexandru Maxim    |
| 11  | România           | F       | Constantin Arbănaș |
| 12  | Republica Moldova | P       | Denis Rusu         |
| 13  | Republica Moldova | M       | Alexandru Tofan    |
| 15  | Republica Moldova | F       | Ion Arabadji       |

| Nr. |                   | Poziție | Jucător            |
| --- | ----------------- | ------- | ------------------ |
| 16  | Republica Moldova | A       | Daniel Moorehead   |
| 17  | Republica Moldova | A       | Iurie Livandovschi |
| 18  | Republica Moldova | M       | Oleg Clonin        |
| 19  | Republica Moldova | F       | Alexandru Leu      |
| 20  | Republica Moldova | M       | Serghei Bobrov     |
| 21  | Republica Moldova | M       | Vitalie Plămădeală |
| 22  | Republica Moldova | F       | Ion Durbala        |
| 23  | Republica Moldova | F       | Dumitru Bogdan     |
| 30  | Republica Moldova | A       | Anatolie Doroș     |
| 88  | Republica Moldova | M       | Vladimir Potlog    |
| 90  | Republica Moldova | A       | Denis Calincov     |

## Antrenori
| - Victor Afanasiev (2005–0) - Igor Oprea (2006) - Pavlo Iriciuk (2006–07) - Vlad Goian (1 iulie 2007 – 31 decembrie 2007) - Pavlo Iriciuk (2008) - Serghei Dubrovin (2008) - Pavlo Iriciuk (2008–09) - Sergiu Secu (interimar) (25 august 2009 – 30 septembrie 2009) - Spiridon Niculescu (2009–10) - Pavlo Iriciuk (2010) - Sergiu Sârbu (2010) - Eugen Marcoci (2010) - Pavlo Iriciuk (2010) | - Sergiu Sârbu (2010) - Petru Efros (2010) - Serghei Carmanov (2010) - Pavlo Iriciuk (2011) - Sergiu Secu (1 iulie 2011 – 27 martie 2012) - Ionel Ganea (26 martie 2012 – 15 aprilie 2012) - Pavlo Iriciuk (2012) - Sergiu Secu (interimar) (19 aprilie 2012 – 30 iunie 2012) - Iurie Osipenco (15 aprilie 2012 – D31 decembrie 2012) - Sergiu Secu (1 ianuarie 2013 – 9 aprilie 2013) - Volodimir Liutîi (10 aprilie 2013 – 12 septembrie 2013) - Sergiu Secu (13 septembrie 2013–2014) |